# Jadwiga Zajdel
Jadwiga Zajdel – polska inżynier, opiekunka spuścizny literackiej Janusza A. Zajdla, honorowa patronka Nagrody im. Janusza A. Zajdla.

## Życiorys
W latach 1987–1997 pracowała w Centralnym Laboratorium Ochrony Radiologicznej, w którym przez lata pracował jej mąż.
Była żoną Janusza Zajdla, fizyka i pisarza science-fiction. Po jego śmierci w 1985 zajmuje się opieką nad spuścizną literacką męża. W 1986 odebrała w jego imieniu nagrodę fandomu Sfinks, która w kolejnym roku zmieniła nazwę na Nagrodę im. Janusza A. Zajdla, a Jadwiga Zajdel objęła nad nią honorowy patronat i każdorazowo wręcza ją zwycięzcom na kolejnych Polconach.
W 2011 Jadwiga Zajdel i Joanna Zajdel-Przybył wraz z wydawnictwem superNowa ogłosiły konkurs na dokończenie powieści Drugie spojrzenie na planetę Ksi, sequelu Całej prawdy o planecie Ksi. Zwycięzcą konkursu został Marcin Kowalczyk.
Redagowała autorskie zbiory opowiadań męża dla wydawnictw Supernowa i BookRage.

## Życie prywatne
Wdowa po Januszu A. Zajdlu, matka Joanny Zajdel-Przybył.